# Anne Anema
Anne (Seerps) Anema (Minnertsga, 10 februari 1872 - Haarlem, 18 februari 1966) was een Nederlands rechtsgeleerde en politicus.
Anne Anema studeerde na het Leeuwarder gymnasium korte tijd klassieke talen aan de Vrije Universiteit Amsterdam (VU) en daarna rechten aan de Universiteit Leiden. Hij promoveerde in 1895 op proefschrift Onderstand (artikel 80 Grondwet) Na  werkzaam te zijn geweest in de advocatuur in Leeuwarden en Amsterdam werd hij in 1904 hoogleraar burgerlijk recht aan de VU.
In 1921 werd hij lid van de Eerste Kamer voor de ARP. Van januari 1925 tot september 1926 en van september 1929 tot september 1960 was hij fractievoorzitter. Toen hij in 1960 de senaat verliet was hij 88 jaar oud. Hij is daarmee het oudste parlementslid dat in de Eerste of de Tweede Kamer heeft gezeten.
Hij was vanaf 1934 lid van de KNAW. In 1961 kreeg Anema de Zilveren Anjer van het Prins Bernhardfonds.

## Persoonlijk
Hij was zoon van Thoma Antje Dijstra en hovenier (kooltjer) Seerp Annes Anema. Anema was al vroeg halfwees; zijn vader overleed in 1878. Anne Anema trouwde in 1906 met Annetta Albertha Gertzen.   Dochter Thoma Anna Elisabeth (Scholtens-) Annema (1907-1998) zat jarenlang in het bestuur van Bond voor organisatie voor Christelijk Beroepsonderwijs en werd in 1978 benoemd tot ridder in de orde van Oranje-Nassau. Annema stierf zoals hijzelf wilde, “in het harnas”. Hij was tot aan zijn dood lid van het Permanent Hof van Arbitrage; zijn motto was daarbij: "Als je geen baantje meer hebt, ben je bij het leven al dood". Hij werd 94 jaar oud en werd in besloten kring begraven op Westerveld .
- Biografisch Portaal: 03280071
- Digitale Bibliotheek voor de Nederlandse Letteren: anem003
- Gemeinsame Normdatei: 128086742
- International Standard Name Identifier: 0000 0000 6154 2090
- Library of Congress Control Number: no2005030486
- Nationale bibliotheek van Australië: 47753756
- Nederlandse Thesaurus van Auteursnamen: 068921217
- Parlement.com: vg09lkxfns00
- Trove: 1479744
- Virtual International Authority File: 62589513
- WorldCat: E39PBJt8jRPtv3J8p8ppPWF3Qq